# Plastic (casa discografica)
La Plastic (1997 - 2001) è stata una etichetta discografica italiana specializzata nella ripubblicazione di colonne sonore e musica per sonorizzazioni.

## CD/LP
- 1997 - VV.AA. - Harlem Shuffle. The sound of blaxploitation. 14 essential cult tracks from the Black Cinema (PL001)
- 1997 - VV.AA. - Space Mood & Electric Soul. Alternative & essential compilation (PL002)
- 1998 - VV.AA. - Stroboscopica. Sonorizzazioni psycho/beat. Italian 70's psychedelic b-movies soundtracks and sonorizations (PL003)
- 1998 - VV.AA. - I Gres - I Gres. Exotic themes for films, radio and TV (PL004)
- 1998 - VV.AA. - Phase 6 Superstereo. Introducing the alternative Italian b-movie soundtrack (PL005)
- 1998 - VV.AA. - Spectrum. Thrilling 60's Films Noir Themes (PL006)
- 1999 - VV.AA. - Stroboscopica Vol. 2. 70's psychofunk jazzy beats for erotic thrilling fiction (PL007)
- 1999 - Pulsar Music Ltd. - Milano violenta (Original Movie Soundtrack) (PL008)
- 1999 - VV.AA. - Mondi Caldi di Notte. Italian 60's Mondo Movie Sexy Themes (PL009)
- 1999 - VV.AA. - Vroommm - Funk Cinematique. High performance 70's turbo sounds for sprint-exotic movie scenes (PL010)
- 1999 - Tango Fernandez - L'Anonima Roylcott. A thriller, psychedelic, sexy, funky, cosmic, wicked soundtrack (PL011)
- 2000 - VV.AA. - Piombo Rovente. A journey into the 70's italian police O.S.T. (PL012)
- 2000 - Troppi Trippi inc. - Ofbeat Volume 1 (PL013)
- 2000 - I Marc 4 - I Solisti Di Armando Trovajoli (PL014)
- 2000 - VV.AA. - Kaleidoscopica. Obsessive Psychedelic, Funk-Beat 70's Italian Music Library (PL015)
- 2000 - VV.AA. - Morphine. Mambo Jazz Club. Exotic 60's orchestral sounds (PL016)
- 2001 - VV.AA. - Stroboscopica Vol. 3. 20 jazzy orchestral latin strobo sounds from cinematic '70's filmworks (PL017)
- 2001 - VV.AA. - Masoch Club Entertainment. 18 groovy gems of Italian easy listening (PL018)
- 2001 - I Marc 4 - Bossa Nova For Cocktail Party (PL019CD)

## Singoli
- 1999 - Tango Fernandez - Enter the Dragon/Psychosamba (PLS01)
- 1999 - FK - Give It To Me/Nosense (PLS02)